# Britský kanál

Mapa Země Františka Josefa

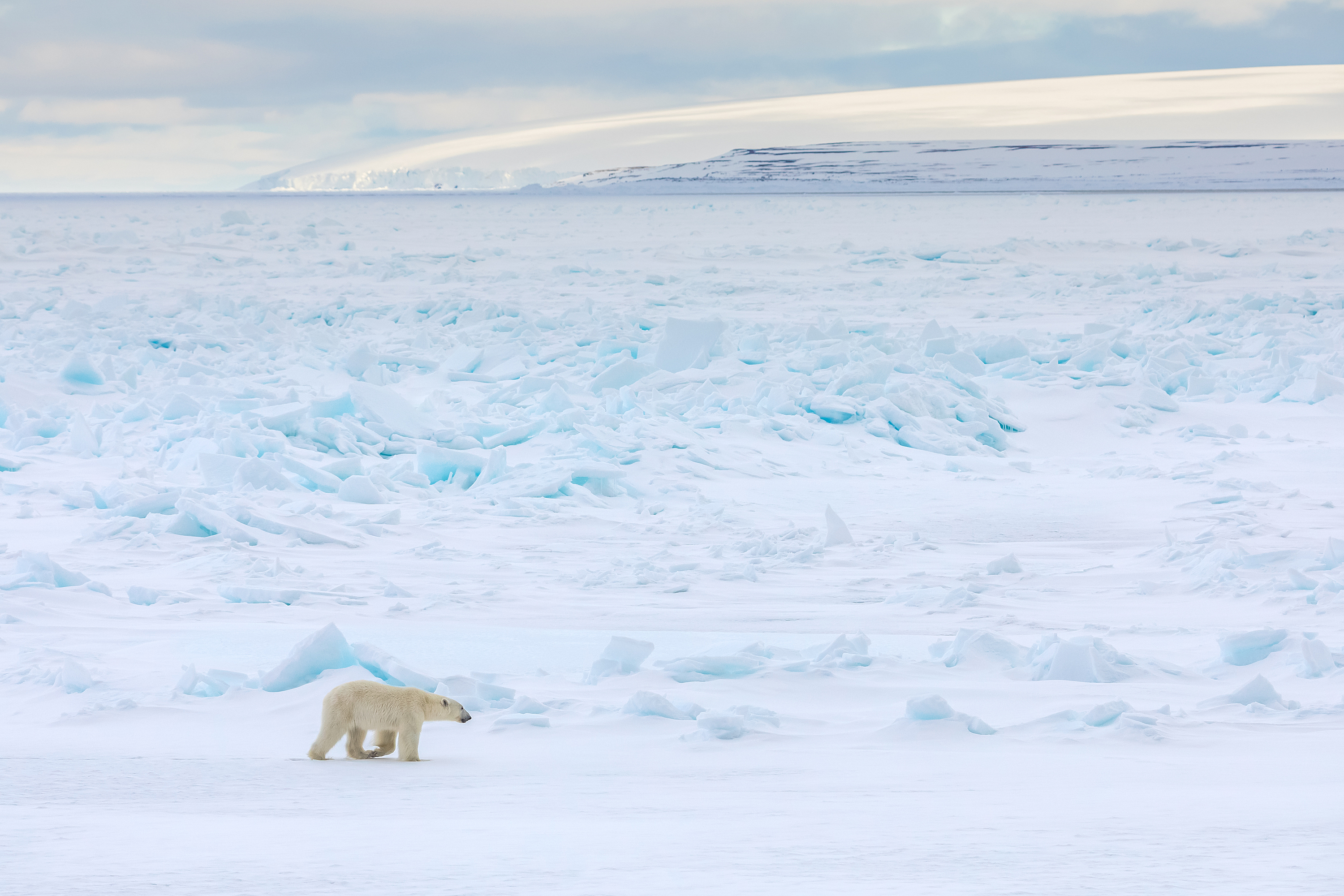
Britský kanál

Britský kanál (rusky Британский канал) je průliv v západní části souostroví Země Františka Josefa v  Archangelské oblasti v Rusku. První zprávu o něm podala výprava Benjamina Leigha Smithe v roce 1880. 
Britský kanál odděluje nejzápadnější skupinu ostrovů od zbytku souostroví Země Františka Josefa. Na severu začíná průliv v moři královny Viktorie, odkud pokračuje jihozápadním směrem. Odděluje Jiřího zemi na západě od menšího Koetlitzova a Hookerova ostrova na východě a Luigiho ostrova na severovýchodě. Asi ve dvou třetinách délky Jiřího země v jihozápadním směru se kanál dělí na dva menší průlivy. De Bruyneův průliv se odklání k jihovýchodu a odděluje od sebe Hookerův ostrov a ostrovy Bruceův a Northbrookův, zatímco průliv Nightingaleové pokračuje dál podél pobřeží Jiřího země, načež ústí do Barentsova moře. 
V oblasti mezi Koetlitzovým ostrovem a Jiřího zemí dosahuje Britský kanál své nejvyšší hloubky 522 m.